# This Heat
This Heat – brytyjska grupa progresywna/postpunkowa, szeroko postrzegana jako brakujące ogniwo między rockiem progresywnym (w szczególności krautrockiem) i późniejszymi eksperymentalnymi gatunkami, jak post-punk, post-rock czy noise rock.

## Skład
- Charles Hayward – perkusja, instrumenty perkusyjne, wokal, instrumeny klawiszowe, taśmy
- Charles Bullen – gitara, klarnet, wiola, wokal, taśmy
- Gareth Williams – instrumenty klawiszowe, gitara, gitara basowa, wokal, taśmy
- Chris Blake – montaż taśm itp.

## Dyskografia
- This Heat (1978; ponowne wydanie na CD – 2006)
- Health and Efficiency (1981; 12" EP)
- Deceit (1981)
- This Heat with Mario Boyer Diekuuroh (1982)
- Live in Krefeld (1986)
- The Peel Sessions (1988; EP)
- Repeat (1993)
- Made Available (1996)
- Out of Cold Storage  (2006)